# Arachnis hookeriana
Arachnis hookeriana är en orkidéart som först beskrevs av Heinrich Gustav Reichenbach, och fick sitt nu gällande namn av Heinrich Gustav Reichenbach. Arachnis hookeriana ingår i släktet Arachnis och familjen orkidéer. Inga underarter finns listade i Catalogue of Life.

## Bildgalleri

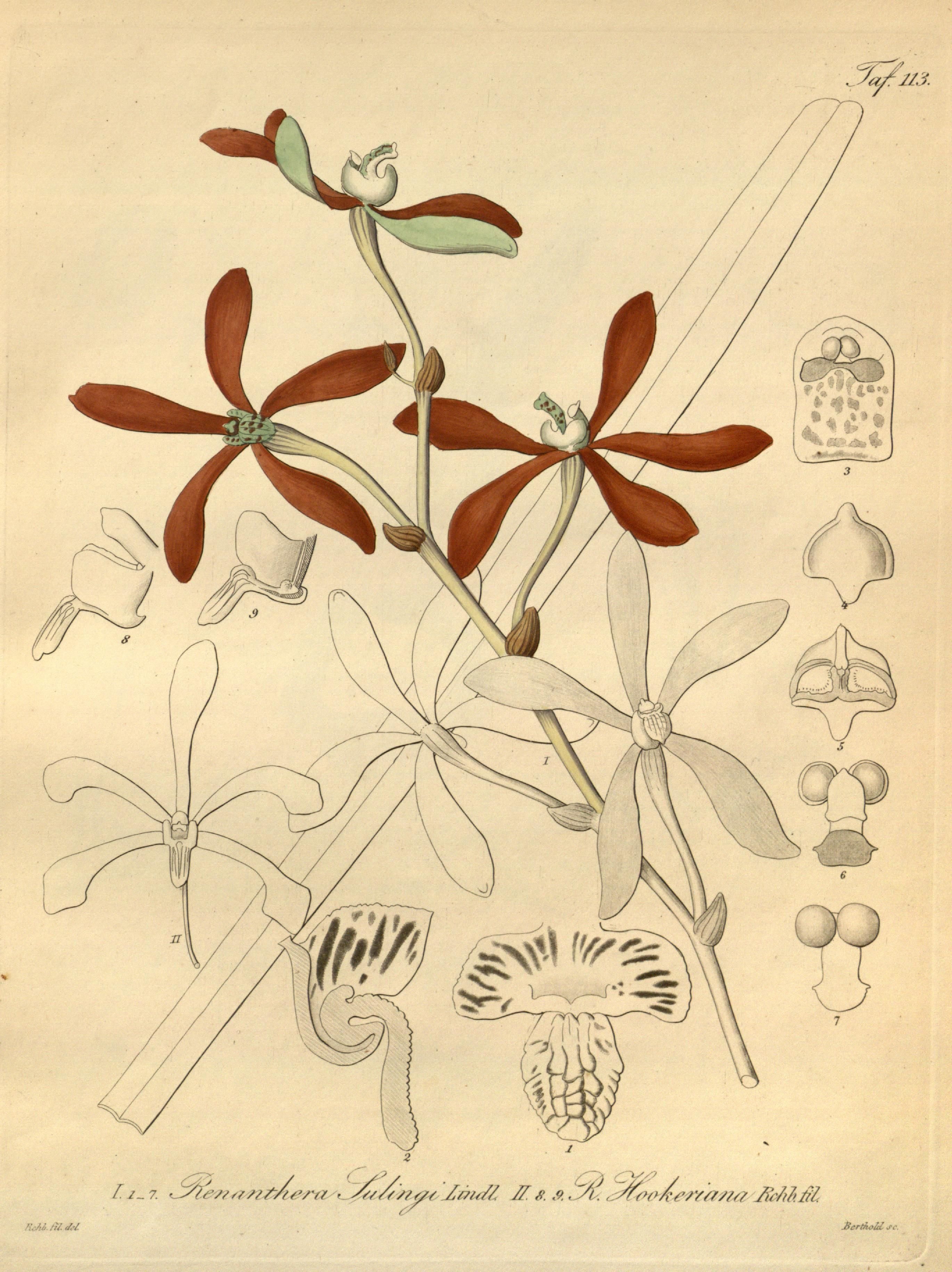